# Élections législatives de 1986 dans le Territoire de Belfort
Les élections législatives françaises de 1986 ont lieu le 16 mars 1986. Dans le département du Territoire de Belfort, deux députés sont à élire dans le cadre d'un scrutin proportionnel par liste départementale à un seul tour.

## Élus
| Député élu              |  | Parti    |
| ----------------------- |  | -------- |
| Jean-Pierre Chevènement |  | PS       |
| Jacques Bichet          |  | UDF (PR) |

## Listes en présence

### Extrême gauche (LO)
| N° | Candidats        | Parti | Parti | Principales fonctions |
| -- | ---------------- | ----- | ----- | --------------------- |
| 01 | Gérard Belot     |       | LO    | Ouvrier métallurgiste |
| 02 | Eliane Lacaille  |       | LO    | Secrétaire médicale   |
|    |                  |       |       |                       |
| 03 | Yves Fontanive   |       | LO    | Ouvrier               |
| 04 | Renée Licenziato |       | LO    | Agent d'hygiène       |

### Extrême gauche (MPPT)
| N° | Candidats       | Parti | Parti | Principales fonctions         |
| -- | --------------- | ----- | ----- | ----------------------------- |
| 01 | Denis Didier    |       | MPPT  | Ouvrier d'usine Alsthom       |
| 02 | Alfredo de Poli |       | MPPT  | Professeur d'italien en lycée |
|    |                 |       |       |                               |
| 03 | Daniel Ardeven  |       | MPPT  | Chômeur                       |
| 04 | Yvonne Paris    |       | MPPT  | Mère de famille               |

### Extrême gauche (Alternatifs)
| N° | Candidats        | Parti | Parti | Principales fonctions                   |
| -- | ---------------- | ----- | ----- | --------------------------------------- |
| 01 | Étienne Butzbach |       | ALT   | Adjoint au maire de Belfort             |
| 02 | Sylvie Rodier    |       | ALT   | Enseignante                             |
|    |                  |       |       |                                         |
| 03 | Odile Bertrand   |       | ALT   | Avocate                                 |
| 04 | Jean-Paul Gitta  |       | ALT   | Assistant d'élu, ancien ouvrier Peugeot |

### Parti communiste français
| N° | Candidats          | Parti | Parti | Principales fonctions                               |
| -- | ------------------ | ----- | ----- | --------------------------------------------------- |
| 01 | Arlette Clerc      |       | PCF   | Professeur, ancienne adjointe au maire de Belfort   |
| 02 | Bernard Couqueberg |       | PCF   | Ouvrier Alsthom, ancien adjoint au maire de Belfort |
|    |                    |       |       |                                                     |
| 03 | Angelo Savorgnano  |       | PCF   | Ouvrier Amstutz                                     |
| 04 | Pascal Wissang     |       | PCF   | Ouvrier Alsthom                                     |

### Parti socialiste
| N° | Candidats               | Parti | Parti | Principales fonctions                                                                                           |
| -- | ----------------------- | ----- | ----- | --- |
| 01 | Jean-Pierre Chevènement |       | PS    | Ministre de l'Éducation nationale et maire de Belfort, conseiller commercial                                    |
| 02 | Lucien Couqueberg       |       | PS    | Député sortant et adjoint au maire de Belfort, médecin                                                          |
|    |                         |       |       | |
| 03 | Jean Monnier            |       | PS    | Conseiller général du canton de Grandvillars, vice-président du conseil général et maire de Morvillars, artisan |
| 04 | Nicole Darçot           |       | PS    | Adjointe au maire de Fontaine, institutrice                                                                     |

### Opposition (UDF-RPR)
| N° | Candidats               | Parti | Parti  | Principales fonctions                                                                 |
| -- | ----------------------- | ----- | ------ | ------------------------------------------------------------------------------------- |
| 01 | Jacques Bichet          |       | UDF-PR | Conseiller général du canton de Belfort-Est, conseiller municipal de Belfort, médecin |
| 02 | Gérard Viney            |       | RPR    | Cadre                                                                                 |
|    |                         |       |        |                                                                                       |
| 03 | Michèle Mazzucchelli    |       | UDF    | Conseillère municipale de Delle, secrétaire                                           |
| 04 | Marie-Christine Peureux |       | RPR    | Professeure des écoles                                                                |

### Extrême droite (FN)
| N° | Candidats         | Parti | Parti | Principales fonctions         |
| -- | ----------------- | ----- | ----- | ----------------------------- |
| 01 | Guy Monnier       |       | FN    | Médecin                       |
| 02 | Jean-Yves Roubez  |       | FN    | Huissier de justice stagiaire |
|    |                   |       |       |                               |
| 03 | Pierre Coissard   |       | FN    | Retraité                      |
| 04 | Belkacem Ouriachi |       | FN    | Employé                       |

### Extrême droite (POE)
| N° | Candidats                 | Parti | Parti | Principales fonctions        |
| -- | ------------------------- | ----- | ----- | ---------------------------- |
| 01 | Yves Trutié de Vaucresson |       | POE   | Contremaître                 |
| 02 | Philippe Martin           |       | POE   | Ingénieur agronome           |
|    |                           |       |       |                              |
| 03 | Christiane Cousin         |       | POE   | Inspecteur central du Trésor |
| 04 | Louise Lagrange           |       | POE   | Retraitée                    |

## Résultats

### Résultats à l'échelle du département
| Liste Parti politique | Liste Parti politique | Tête de liste             | Tour unique | Tour unique | Sièges |
| Liste Parti politique | Liste Parti politique | Tête de liste             | Voix        | %           | Sièges |
| --------------------- | --- | ------------------------- | ----------- | ----------- | ------ |
|                       | Pour une majorité de progrès avec le président de la République Parti socialiste                                                  | Jean-Pierre Chevènement   | 27 477      | 42,46       | 1      |
|                       | Liste d'union de l'opposition et de tous les républicains Union pour la démocratie française (RPR)                                | Jacques Bichet            | 23 678      | 36,59       | 1      |
|                       | Liste de Rassemblement national Front national                                                                                    | Guy Monnier               | 7 182       | 11,10       | 0      |
|                       | Liste présentée par le Parti communiste français Parti communiste français                                                        | Arlette Clerc             | 3 404       | 5,26        | 0      |
|                       | Convergences 90 - L'alternative autogestionnaire et écologiste Extrême gauche (Alternatifs)                                       | Étienne Butzbach          | 1 723       | 2,66        | 0      |
|                       | Liste Lutte ouvrière Lutte ouvrière                                                                                               | Gérard Belot              | 740         | 1,14        | 0      |
|                       | Liste du Mouvement pour un parti des travailleurs Territoire de Belfort Extrême gauche (Mouvement pour un parti des travailleurs) | Denis Didier              | 313         | 0,48        | 0      |
|                       | Liste du Parti ouvrier européen Extrême droite (Parti ouvrier européen)                                                           | Yves Trutié de Vaucresson | 197         | 0,30        | 0      |
|                       | Liste présentée par la Ligue communiste révolutionnaire Ligue communiste révolutionnaire                                          | Denis Auge                | 0           | 0,00        | 0      |
|                       | Liste du Rassemblement des usagers des services publics, des contribuables et des groupements de défense Divers droite            | Robert Redoutey           | 0           | 0,00        | 0      |
|                       | |                           |             |             |        |
| Inscrits              | Inscrits | Inscrits                  | 84 272      | 100,00      | 2      |
| Abstentions           | Abstentions | Abstentions               | 16 333      | 19,38       |        |
| Votants               | Votants | Votants                   | 67 939      | 80,62       |        |
| Blancs et nuls        | Blancs et nuls | Blancs et nuls            | 3 225       | 4,74        |        |
| Exprimés              | Exprimés | Exprimés                  | 64 714      | 95,25       |        |